# Samsung SDI
Ne doit pas être confondu avec Samsung SDI (rugby).
Samsung SDI est une société du Groupe Samsung spécialisée dans la production d'écrans, de piles et d'accumulateurs, et filiale de Samsung Electronics. Elle est créée le 20 février 1970 sous le nom de Samsung NEC, et est en 2019 l'un des plus gros producteurs mondiaux de batteries lithium-ion pour automobiles, aux côtés de CATL, Panasonic (Tesla) ou encore LG.

## Actionnaires
Principaux actionnaires au 7 novembre 2020 :
| Samsung Electronics                    | 19,6% |
| Service National des Pensions de Corée | 9,99% |
| Samsung SDI                            | 4,84% |
| The Vanguard Group                     | 2,30% |
| Baillie Gifford                        | 2,08% |
| BlackRock                              | 1,93% |
| Fidelity Investments                   | 1,82% |
| Newton Investment                      | 1,45% |
| Service des Pensions du Canada         | 1,36% |
| Schroders                              | 1,27% |